# Xanthorrachis sabahensis
Xanthorrachis sabahensis är en tvåvingeart som beskrevs av Hardy 1988. Xanthorrachis sabahensis ingår i släktet Xanthorrachis och familjen borrflugor. Inga underarter finns listade i Catalogue of Life.